# Tracy-le-Mont
Tracy-le-Mont är en kommun i departementet Oise i regionen Hauts-de-France i norra Frankrike. Kommunen ligger i kantonen Attichy som tillhör arrondissementet Compiègne. År 2022 hade Tracy-le-Mont 1 701 invånare.

## Befolkningsutveckling
Antalet invånare i kommunen Tracy-le-Mont
| Referens: INSEE |